# ピングーのエピソード一覧
ピングーのエピソード一覧（ピングーのエピソードいちらん）では、スイスのクレイアニメであるピングーのエピソードの一覧を示す。

## Series1
記念すべき第一シリーズ。
- 第1話 僕はピングー
- 第2話 ピングーの卵のおもり
- 第3話 ピンガ誕生
- 第4話 ピングーの魚つり
- 第5話 ピングーの郵便配達
- 第6話 ピングーのやきもち
- 第7話 ピングーの雪合戦
- 第8話 ピンガの迷子
- 第9話 ピングーの魚でテニス
- 第10話 ピングーのケガ
- 第11話 ピングーのアイスホッケー
- 第12話 ピングーの夜ふかし
- 第13話 ピングーのスキーレース
- 第14話 ピングーの家出
- 第15話 ピングーのお家作り
- 第16話 ピングーのアコーディオン
- 第17話 ピングーの洞穴探検
- 第18話 ピングーのそり遊び
- 第19話 ピングーとトイレ
- 第20話 ピングーの学校
- 第21話 おじいさんの病気
- 第22話 ピングーのサーカス
- 第23話 ピングーの手まわしオルガン
- 第24話 ピングーのいたずら
- 第25話 ピングーのお留守番
- 第26話 ピングーの夢

### 僕はピングー
ピングーのデビュー作品。ピングーは食事の時間、嫌いなほうれん草を残しパパに叱られる。食後は外へ行きボールで遊ぼうとしたが、いったん家に入った隙にピンゴとピンクにボールを取られた挙句割られてしまい、ピングーはパパとママに甘えてしまう。
登場キャラ：ピングー、パパ、ママ、ピンゴ、ピンク

### ピングーの卵のおもり
ピングーの家に卵が産まれた。ママはピングーに卵のおもりを任せ、洗濯物を干しに行った。退屈なピングーは音楽を聴いて踊るが、その音楽に合わせ、卵の中のピンガが動き出した！動き回るピンガを捕まえようとするが家の中はメチャクチャになってしまう。その騒動を見たパパとママは急いで家に戻り、パパがピンガを捕まえたことで騒動は収まった。ピングーとママは家の中の惨状を直した。ママが編んでいた毛糸の帽子をもらって喜ぶピングーであった。
登場キャラ：ピングー、パパ、ママ、ピンガ（卵）

### ピンガ誕生
ピンガのデビュー作。卵のお守りをしていたパパのお尻に痛みが走った。卵からは既に体の一部が出ていたのだ。ママはすぐに医者を呼んだ。医者は卵をスプーンで少しずつはがし、ついにピングーの妹であるピンガが生まれた。その後、投影機でピンガを加えた家族全員で写真撮影をした。
登場キャラ：ピングー、ピンガ、パパ、ママ、医者

### ピングーの魚つり
ピングーが池で魚釣りをしている。ピングーは魚を一匹釣るが、大物と思しき2匹目には逃げられた。実はアザラシの男の子・ロビのいたずらだった。怒ったピングーは釣りに使ったほうれん草を使い、ロビをおびき出して池に入れないようにしたが、入ろうとしたロビは手を怪我してしまう。ピングーは謝り2人は友達となった。
登場キャラ：ピングー、ロビ

### ピングーの郵便配達
ピングーがパパの郵便配達の仕事の手伝いをすることになった。ピングーは郵便を家に届ける仕事も順調に進む。中には知人の訃報と思われる手紙を青年が受け取り涙し、ピングーもそれに同情して涙をしたという物もあったが無事郵便配達が成功し、家に帰りママに郵便配達のことを褒められるのだった。
登場キャラ：ピングー、パパ、ママ、パパの上司、パンキー

### ピングーのやきもち
ピングーは積み木で遊んでいたがうまくできずにいじけてしまう。ママと一緒に遊んでもらおうとしたが、ママはピンガの面倒を見ていてかまってくれなかった。ピングーはどうしてもママに甘えたいと思いいろいろな作戦を企てるのだが駄目だった。ピングーは泣き出してしまい、おもちゃ箱に閉じこもってしまった。それを見たママはピングーの心情を理解し慰め、ピングーは元気を取り戻しママは2人をベッドの上に乗せ仲良くする2人だった。
登場キャラ：ピングー、ピンガ、ママ

### ピングーの雪合戦
ピングーは外に遊びに出かける。ロビと会い、2人で遊ぶことにする。遊びは雪合戦へと発展する。ピングーは樽の中に隠れ攻撃をするもロビに見つかって逃げた。ピングーの樽が取れ、ロビはそれにつまづいてケガをして泣き出してしまう。ピングーは芸で元気づけようとするがロビは泣き止まない。だが、ピングーはフラフープを行いロビは元気を取り戻しロビもフラフープをした。
登場キャラ：ピングー、ロビ

### ピンガの迷子
ピングーとピンガは外へ遊びに出かけた。そのときピンゴと会ったため遊び始めた。それを見たピンガは自分も混ざりたいと思いピングーに頼んだがあまり相手にしてもらえず、ピンガはしぶしぶとソリへ戻り泣き出してしまった。そして気が付くとピンガはいなくなっていた。ピングーとピンゴは必死にピンガを捜したが見つからなかった。そして2人はピンガの足跡とマフラーを見つけた。その先に崖穴があって、ピンガがそこに落ちたと思い2人は悲しみに暮れてしまう。日が暮れてもピンガは見つからず仕方なく家へと帰ってきた。ママがドアを開けると、ピングーが泣きながら事情を説明したが、ピンガは自力で家に帰ってきていたのだった。心配を裏切られたピングーはピンガに怒りをぶつけるが、すぐに仲直りした。
登場キャラ：ピングー、ピンガ、ママ、ピンゴ

### ピングーの魚でテニス
外でピングーは魚を持ったロビと会う。魚を使いテニスのような遊びをする2人。アクシデントで魚がロープに絡まってしまった。ピングーはそれを取ろうとするがうまくいかなかった。ピングーは閃き、家に置いてあった竹馬を使って魚を取った。魚は皮がむけたため、2人はそれを食べた。今度は竹馬で遊ぶ2人だった。
登場キャラ：ピングー、ロビ

### ピングーのケガ
ある日ロビは樽でそりを作り、ピングーと一緒にそりすべりをする。何回も滑って楽しむが、ロビがミスしてピングーをケガをさせ、雪まみれ状態にしてしまう。ロビは急いでお医者さんを呼びピングーを救出した。
登場キャラ：ピングー、ロビ、お医者さん

### ピングーのアイスホッケー
ピングー、ロビ、ポンギは3人で外を歩いていると、アイスホッケーをしているペンギンたちを見た。自分たちも入れてもらうように頼み、3人もアイスホッケーをするが、1点を入れた際相手チーム3人は逆恨みし、卑怯な手を使う。それに対し怒ったピングー、ロビ、ポンギはアイスホッケーを辞めてスケートを使ったダンスをして遊ぶ。それを見た相手チームはピングー達と仲直り（？）し、ピングー達と共にスケートダンスで盛り上がった。
登場キャラ：ピングー、ロビ、ポンギ、相手チームのペンギン達

### ピングーのスキーレース
ピングーは外に出て遊ぶ。スキーに乗ったピンゴと会う。遊んでほしいと頼むピングーはピンゴにスキーに乗せてもらった。廃墟に着くとスキーの材料になる木の枝があった。それでピングーはスキーを作り乗ることにした。2人でスキーレースを行うが2人共スキーが壊れてしまう。だが、半分が残ったため、ピングーとピンゴはスキーの2人3脚で帰るのだった。
登場キャラ：ピングー、ピンゴ

### ピングーの家出
夕食の時間、ピングーは食卓をひっくり返しめちゃくちゃにしてしまう。パパとママにこっぴどく叱られたピングーは家を出て行ってしまう。ピングーが行った場所は、骸骨や鬼、怪獣のような雪像がある地獄のような場所だった。怖くなったピングーは帰りたくなってしまう。心配したパパとママは探しに行き、ピングーを発見。そして家に帰りピングーの体を温めた。ピングーは今日の出来事を反省し、両親と一緒に眠る。
登場キャラ：ピングー、パパ、ママ

### ピングーのいたずら
ピングーが駐車場でピンクと遊んでいたが、おじさんが「車が置けない」とカンカンに怒っていた。仕方なく別の場所でボール遊びをするが「ここは家の庭だから」とまたしてもカンカンに怒り…。
登場キャラ：ピングー、ピンゴ、ピンク、おじさん

### ピングーのそり遊び
今日はピンゴとそり遊び。しかし、ピングーのそりだけなかなか滑らない。その原因は錆びだ。そこで、錆を落としてきれいになりご機嫌になったピングーは、猛スピードで雪だるまに突っ込んだ。ピンゴとピンクは雪だるまを溶かし、ピングーを助け出した。仲良く笑い合う3人だった。
登場キャラ：ピングー、ピンゴ、ピンク

### ピングーのお家作り
ある日、ピングーはピンゴを誘って、キャンプをすることになる。ピングーとピンゴは雪レンガを見つける。家つくりをはじめるも、けんかして一人一人でつくることになる。作っている最中にレンガの取り合いになるが、その際にレンガが全部崩れてしまう。2人は仲直りをし、協力をして家作りをすることにする。そして出来上がった家に泊まり、楽しいキャンプをした。
登場キャラ：ピングー、パパ、ママ、ピンゴ

### ピングーのアコーディオン
ピングーが積み木で遊んでいたところ、ピンガがトランペットを鳴らしていた。それを見たピングーはアコーディオンを出し演奏したが、耳障りな演奏だったためパパとママに怒られてしまった。外に出たピングーは大衆の前で演奏したが、あっという間に誰もいなくなってしまった。ようやく自分の演奏がおかしいことに気付いたピングーはおじいさんに演奏を教えてもらうことにした。すぐには上手くならなかったが徐々にきれいな音に変わっていた。家に帰ったピングーは上達した演奏を披露し、家族を楽しませるのだった。
登場キャラ：ピングー、ピンガ、パパ、ママ、おじいさん

### ピングーの洞穴探検
ピングーはピンゴとのボール遊びの中、事故で洞窟に落っこちてしまう。ピングーは泣き出すもピンゴに励まされる。だが、外への穴が雪崩で塞がれてしまい今度はピンゴが泣き出し、ピングーに励まされた。探検の中出口を見つけたがその前には大きな奈落があった。ピングーはピンゴと協力してロープで奈落を乗り越え、脱出することに成功した。
登場キャラ：ピングー、パパ、ママ、ピンゴ

### ピングーとトイレ
ある日の昼食後、ピングーはジュース屋さんでジュースを飲むことに。そこにピンガも来てジュースを何杯も飲むが、飲みすぎたピンガはおしっこを漏らしてしまう。その後ピングーも尿意を催し急いで帰宅したが、パパがトイレに入ってしまった。限界寸前のピングーはパパを急かし、ようやくトイレに入ったがあと一歩のところで失敗してしまう。後始末ののち、竹馬に乗ってトイレを使おうとするもママに叱られてしまう。その後ピングーは雪レンガを床に置き、トイレを座りやすくした。
登場キャラ：ピングー、ピンガ、パパ、ママ

### おじいさんの病気
おじいさんが病気になってしまった。それを見舞いに行くピングー、ママ、ピンガ。だが、ピングーとピンガはおじいさんの家の中ではしゃいで、おじいさんに迷惑をかけてしまう。ママに外で遊ぶように言われる。外でも家の中に響くような大声を出してしまい、家に帰るように言われてしまう。ピングーとピンガはイタズラでおじいさんの病気がうつったと言う。ママは急いで帰るが、すぐピングーとピンガは演技だったことを明かす。そのことでママはその遊びに乗ってしまった。（ほったらかしにされたおじいさんの描写はない。）
登場キャラ：ピングー、ピンガ、ママ、おじいさん

### ピングーのサーカス
ある日、ピングーとピンガとロビはサーカスを開く、それをみた観客は盛り上がっているも、ピンガは「ピエロでないとつまらない」という。ピングーたちは青色のペンキの中に入り真っ青になる。そして、ピングーとピンガとロビはピエロになり観客をさらに盛り上げた。
登場キャラ：ピングー、ピンガ、ロビ、パンキー、ピンク

### ピングーの手まわしオルガン
ピングーは散歩の途中、彼は手回しオルガンを回している男に会った。彼は貧乏なオルガンおじさんだった。ピングーはコインをもらう作戦を立てるが上手くいかない。そしてピングーは歩いている男から魚をもらい、オルガンおじさんにあげた。ピングーは彼のために食料をもらいに行く作戦を立てた。ピングーはパンや魚、飲み物などの食料、毛布やテーブルにしく布などもらうのに成功し、オルガンおじさんを元気にした。その後、ピングーはオルガンおじさんからハーモニカをもらい綺麗な音色を奏でたのであった。
登場キャラ：ピングー、オルガンおじさん

### ピングーのお留守番
パパとママは音楽を聴きにコンサートへ出かけて行った。2人が出かけた後にピングーとピンガは遊び始めた。いろいろなもので遊んでいるうちに家の中はめちゃくちゃになっていた。ふと気が付けば時計は11時を指していた。パパとママに叱られないように荒らしたものを片付けたり掃除したが、問題はクローゼットだった。ピングーは苦肉の策として衣装を無理やり入れ込んだ。ピングーとピンガはベットに入ったのだが、クローゼットの中から衣装があふれ出てしまった。ママはクローゼットの中を整理した後、ピングーを抱っこしパパはピンガをあやした。
登場キャラ：ピングー、ピンガ、パパ、ママ

### ピングーの夢
ママに絵本を読んでもらってピングーは眠りにつく。夢の中でピングーの家が急に動き出す。ピングーは家が壊れると思い驚くが、そのとき家がどこかへ浮き飛んでってしまう。そしてベットも動き出し、ピングーは動くベッドでどこかへ行くことに。動いたベットに乗って楽しく旅するピングーであったが、それをサディスティックなトドが見ていた。動くベッドが一周まわろうとしたところ、トドが「ばぁ！」とおどろかした。家に閉じ込められたり遊ばれたりした上、ベッドの一部を食べてしまうトドにピングーは恐怖を感じて逃げだすが、後にベットが倒れて夢から覚め、起きてママに甘えてしまった。悪夢の一日だった。
登場キャラ：ピングー、ママ、トド

## Series2
- 第1話 ピングーとお医者さん
- 第2話 ピングーのガールフレンド
- 第3話 ピングーとカモメ
- 第4話 ピングーのアイスサーフィン
- 第5話 ピングーのファーストキス
- 第6話 ピングーのカーリング
- 第7話 ピングー一家のクリスマス
- 第8話 ピングーのつららで音楽
- 第9話 ピングーのポップコーン作り
- 第10話 ピングーのひとり旅
- 第11話 ピングーとカメラ
- 第12話 ピングーと凧
- 第13話 おじいさんの誕生日
- 第14話 ピングーの手品師
- 第15話 ピングーのバースデー
- 第16話 ピングーの遊園地
- 第17話 ピングーのベビーシッター
- 第18話 ピングーのボーリング
- 第19話 ピングーと車椅子
- 第20話 ピンガのぬいぐるみ
- 第21話 ピングーのお見舞い
- 第22話 ピングーの課外授業
- 第23話 ピンガの幼稚園
- 第24話 ピングーと貝の笛
- 第25話 ピングーのお手伝い
- 第26話 ピングーの雪だるま

### ピングーのガールフレンド
ピンギのデビュー作。今日は、転校生の来る日。その転校生はピンギという女の子だった。ピングーはピンギを毛嫌いし、自分の机のスペースを狭めようとしたが、先生がピンギにその席に座るようにと命じ、ピングーの隣に座ることになった。授業中のピングーは不機嫌だった。学校が終わった後、ピンギはピングーと帰ろうとするも、ピングーが悪口を言って泣かしてしまい、怒ったピンギは雪玉を投げ、そのあとピングーも投げ返そうとするが近くの家のガラスを割ってしまう。そのあと、怒ったおじさんが出てきて、ピングーとピンギは急いで樽の中に隠れる。おじさんは「どこに行ったんだ？」とそのまま帰って行った。そのあとピングーとピンギは仲直りし、一緒に帰った。
登場キャラ：ピングー、ママ、ピンゴ、ピンク、ポンギ、先生、ピンギ

### ピングーのカーリング
ピングーはロビに誘われてカーリングをすることに。ピングーはふざけて怖いおじさんに向かって飛ばす。おじさんは怒りだし、ロビも尻尾を引っ張り、止めようとする。急いでピングーは家のおもちゃ箱に隠れ、おじさんも入ってくる。ママはピングーに謝らせ、最後は一緒にカーリングをした。
登場キャラ：ピングー、ママ、ロビ、おじさん

### ピングー一家のクリスマス
今日は待ちに待ったクリスマス。ママはクッキー作りやプレゼントの準備に大忙し。パパはクリスマスプレゼントを買ってくれたが「夜になるまで見せられない｣という。そして、ママがクリスマスツリーのところへ行く途中転んでしまう。よく見たらそこには紐が落ちていた。ママが怒りパパとのけんかになる。そしてピングーとピンガは「ごめんなさい。僕達がやったんです」と謝り、パパとママは仲直りをした。プレゼントは、ピングーにはボールや汽車のおもちゃなど、ピンガにはぬいぐるみなどだった。ピングーとピンガもママに手袋を、パパには蝶ネクタイをプレゼントした。そして、最後は家族できよしこの夜を歌った。
登場キャラ：ピングー、ピンガ、パパ、ママ

### ピングーのポップコーン作り
留守番をしていたピングーとピンガは、家でポップコーンを作って食べる。2人はもっとたくさん作ろうと、家にあった全てのポップコーン豆をストーブに入れると、溢れかえって家中がポップコーンまみれになってしまった。2人は作り過ぎたポップコーンを近所に配って回ったが、それでも余ってしまう。2人はおなかが膨れるほどの大量のポップコーンを食べる羽目になった。その後、帰ってきたパパとママがお土産にポップコーンを買ってきたので、うんざりするピングーとピンガであった。
登場キャラ：ピングー、ピンガ、パパ、ママ、郵便屋さん、親子ペンギン、おじさん

### ピングーと凧
ピングーは家の庭で凧を揚げていたが家の屋根にひっかかってしまった。ピングーは雪玉を投げて凧を落とすが、その衝撃で壊れてしまった。ピングーはママとパパに凧を作ってもらおうとしたが拒まれたためその代わりにおじいさんに凧作りを頼んだ。おじいさんはいいよと言ってくれたため、ピングーとピンガはおじいさんと一緒に凧を作った。一方家ではパパとママがピングーとピンガが戻ってこないことがおかしいと思いおじいさんの家に向かったところ、3人で作った凧が揚がっていた。パパとママはおじいさんにお礼を言った後、家族全員で家へと帰っていき、ピングーは車に乗りながら笑顔で凧を挙げた。
登場キャラ：ピングー、ピンガ、パパ、ママ、おじいさん

### ピングーのバースデー
今日はピングーの誕生日。ピンゴ、ピンギ、ロビ、ピンガはピングーにプレゼントをした。ロビからのプレゼントは帽子だった。お菓子を食べる一同。ピングーはピンギと一緒にジュースを飲んだり、長いお菓子を左先をピンギが右先をピングーが食べ、そして二人でキスをする。ピンギはピングーを帽子で目隠しし誘導させママのほうへ行かせ、そしてもう一回目隠しさせおじいさんのいる誕生日会場へ誘導。そこにはジュースがあった。そしてケーキの用意がされた。そのケーキはブルーベリーケーキにそっくり。そしてピングーがろうそくを吹くと、みんなでハッピーバースデートゥーユーを歌った。
登場キャラ：ピングー、ピンガ、ママ、ピンゴ、ピンギ、ロビ、おじいさん

### ピングーの遊園地
ピングーは家族で遊園地にやって来た。ボールを投げて缶を崩すゲームをやって楽しむが、ピンガが誤って店員に当てて怒らせてしまい逃げる。次にハンマーゴングをやった。パパはママのためにハートのペンダントを買った。そして鯨のメリーゴーランドに乗った。その後ボート型のブランコに乗るがすごく高く上がってしまった。そしてピングーは酔ってしまい、綿あめも受け取らなくなるが、ピンガが「この風船を受け取って」といい、ピングーの機嫌を良くした。
登場キャラ：ピングー、ピンガ、パパ、ママ、ピンゴ（？）本当にピンゴなのかは不明、ピンク（？）本当にピンクなのかは不明

### ピングーのお見舞い
ピングーとママは腕の骨折で入院中のピンガのお見舞いに行くことになった。ピングーはピンガに紙芝居のような絵を見せる。そこに足の骨折をしているピンギもいた。ピングーとピンガはママから貰ったりんごを食べた。そしてピングーはお医者さんがピンギのレントゲン(？)を撮っているところを見て笑い、自分もやってみたいと思う。そしてお医者さんがいなくなった後、ピングーは解体手術のコントをする。ピンガ、ママ、ピンギだけではなく、それを見ていたお医者さんたちも楽しみ、ピングーにお医者さんの格好をさせた。
登場キャラ：ピングー、ピンガ、ママ、ピンギ、お医者さん

### ピングーのお手伝い
ママは家事で大忙し。そこでピングーとピンガにお手伝いを頼んだのだが、ママがいないすきにお手伝いを放棄して遊びだし2人はちっともやろうとしないので、ママは腹を立てていた。
登場キャラ：ピングー、ピンガ、パパ、ママ

## Series3
- 第1話 ピングーのスキーで歩こう
- 第2話 ピングーの美術館見学
- 第3話 おじいさんと食事
- 第4話 ピングーの短い旅
- 第5話 ピングーの仮病
- 第6話 ピングーは芸術家
- 第7話 ピングーの洗濯物
- 第8話 ピングーとおかあさん鳥
- 第9話 ママのおしおき
- 第10話 ピングーの宝さがし
- 第11話 ピングーと電気
- 第12話 ピングーと花瓶
- 第13話 ピングーとスクーター
- 第14話 ピングーのしかえし
- 第15話 ピングーとふたつの卵
- 第16話 ピングーとおもちゃ
- 第17話 ピングーはスーパーヒーロー
- 第18話 ピングーと大きな魚
- 第19話 ピングーと手紙
- 第20話 ピングーとバドミントン
- 第21話 ピングーと宝くじ
- 第22話 ピングーとおばけ
- 第23話 ピングーと南の島
- 第24話 ピングーの見つけもの
- 第25話 ピングーのおつかい
- 第26話 ピングーとボール

### おじいさんと食事
パパはおじいさんの家での食事の準備で大忙し。一緒に来ていたピングーはコップでジャグリングをして怒られる。そこにおじいさんが来て、ピングーには赤のキャンディー、ピンガには青のキャンディーをプレゼント。だがパパは「お菓子はご飯の後だ」と言いキャンディーを取り上げる。ご飯の時間、ピングーとピンガは大きい魚の取り合いをし、結局はピングーのものになった。ピングーとピンガにほうれん草が取り分けられた。しかしピンガは「食べられない」と、ほうれん草をおじいさんにあげ、ピングーもそれに便乗しておじいさんに渡した。しかしパパはそれ納得がいってなかった。2人のほうれんそうを食べたおじいさんは満腹。その後ピングーたちにケーキが出されたが、おじいさんはお腹いっぱいであったためピングーが代わりに食べた。パパの機嫌は悪いままだった。
登場キャラ：ピングー、ピンガ、パパ、おじいさん

### ピングーは芸術家
ピングーは物置から絵描きに使う道具を取り出して外へ写生をしに出かけた。ピングーが岩の絵を描写している最中に、ロビがやってきた。そこでピングーはロビを絵のモデルにしたのだが、じっとしていられず落ち着かないロビはピングーの怒りを買い絵具を飛ばし合いの喧嘩になる･･･が完全に空回りしていたためすぐに二人は仲直りして帰っていった。その後、絵具がたくさん飛び散っていた場所は花火のような綺麗な絵になっていた。
登場キャラ：ピングー、ロビ

### ピングーとおかあさん鳥
ピングーは散歩の途中、魚を盗んでいったカモメを追う。カモメの巣には雛がいて、そのために魚を盗んでいたのだった。ピングーはカモメの餌をとりに行くことにした。ピングーは近所の家の魚を盗んで、それをカモメに与えた。
登場キャラ：ピングー、ママ、カモメ

### ピングーとおばけ
ピンガを驚かせようと考えたピングーは、ママの目を盗んで洗濯籠から白いシーツにクレヨンでお化けの顔を描き、そのシーツを被ったピングーはピンガをびっくりさせて怖がらせた。ママに泣きついたピンガをピングーは笑うのだが、シーツにお化けの顔を描いたのがばれてママに怒られてしまう。罰としてピングーは一人で寝ることになったが、さすがに怖くて眠れない。やがて風が吹いてきて木の板が倒れ風圧で窓が開き、ピングーは震えて布団の中にこもってしまう。その頃パパは晩ご飯を食べていたが、ピングーの声に気付き、部屋に入ってくるが、パパは「なんだ、窓が開いていただけだったのか」と笑いながら言った。窓の施錠をしたが、ピングーは震えたままだった。それに困ったパパは家族一緒のベットで眠ることにした。もちろん、ママには内緒で。
登場キャラ：ピングー、ピンガ、パパ、ママ

### ピングーと南の島
ある日、ピングーとピンガのもとにハワイの絵はがきが届く。それを見たで2人はハワイに行きたくなってしまう。飾ってあった花で首飾りを作ったり、葉っぱを家中に飾ったりしてハワイ気分を味わう。そして鉢と鍋で太鼓を作りフラダンスを踊り始める。ママも一緒に楽しく踊るが、自分が大切にしていた花が台無しになっていることに気付き、ショックを受けて倒れてしまう。2人が慌てているところにパパが帰ってくる。ピングーたちは花をあのようなことに使ってはいけないと反省。パパは同じような花を買いに行き、倒れていたママを花の香りで起こした。そしてピングーとピンガは再びフラダンスを踊った。
登場キャラ：ピングー、ピンガ、パパ、ママ

### ママのおしおき
ママに斧で切った木材を運ぶ手伝いを頼まれたピングーだが、ピンゴと遊びたくてすぐ手伝いを放り出す。しかし、ママに見つかって連れ戻されてしまう。そして、ママに平手打ちで殴られたピングーは泣いて部屋に閉じこもってしまう。ママはパパとピンガと一緒にピングーを探したが、見つからない…と思ったらその時、棚から寝ているピングーを見つけた！
登場キャラ：ピングー、ピンガ、パパ、ママ、ピンゴ

### ピングーと電気
ピングーとピンガはレコードで音楽を聴こうとした。しかし、すぐ近くにママが昼寝をしているためここでは邪魔になってしまうと感じたピングーは外に出てレコードをかけたが、コンセントがつながってないので何も起こらなかった。そのときピングーは風力発電のある家を見た。ひらめいたピングーは物置からカヌーのオールを活用して電気を起こそうと考えて作ったのだが、上手く回らず失敗してしまった。そこへパパが仕事から帰ってきた。ピングーは雪上車のバッテリーに目をつけてそれをレコードにつないだところ、音楽が流れた。その後家族4人でダンスをした。
登場キャラ：ピングー、ピンガ、パパ、ママ

### ピングーと花瓶
ママにお留守番を頼まれたピングーとピンガは、イスとテーブルを使って秘密基地を作って遊んでいたがピンガがピングーをおちょくったためピングーは怒り枕で逃げ回るピンガを攻撃しようとしたが、コントロールが外れて花瓶に当たり割ってしまった。証拠を隠すため2人は周りにあるおもちゃを片付けイスとテーブルを戻し割れた花瓶をクローゼットの中にしまう。ピングーは何事もないことを祈るが、運の悪いことにパパが花束を持って帰ってきたのだ。パパは花瓶を探すのだが、破片でクローゼットの中にしまったのがすぐに見つかってしまう。パパはピングーに顔を向けにらんだ。罪がばれてしまい泣き出すピングーだが、パパはその代わりとしてボトル瓶を花瓶にした。その後ママが帰ってきてピンガがピングーのヘマを言いふらしたため、またしてもピングーを怒らせるのであった。
登場キャラ：ピングー、ピンガ、パパ、ママ

### ピングーのしかえし
ピングーとピンギがキスしていたところ、それを見たピンクはピングーに雪玉を投げた。憤慨したピングーはやり返すが、避けられてしまう。ピンクはその間に逃げてしまった。ピングーはピンクを探して雪玉をもう一度投げようとしていたが、ピンクに隙を突かれ、攻撃されてしまう。余計怒ったピングーは雪玉を投げようとしたが、ピンクは限界を感じ逃げ出し、自分の家に隠れた。そしてピングーが雪玉を投げた際にピンクの家のドアに当たり、ピンクがピングーをからかいに家から出てくる。そこでピングーは木の橋に目を付けた。ピングーは倉庫からノコギリを取り出し、木の橋に切り込みを入れた。そしてピングーはピンクを呼び出した。しかし呼び出しても出てこないので雪玉をドアに何度も投げつけた。そしてピンクが激怒して家から出てきた。そのとき、おじいさんがやってきた。おじいさんは木の橋を渡ろうとしたが、ピングーはおじいさんに「その橋を渡らないで！」と言ったが、そのときに木の橋が折れてピングーは池に落っこちてしまう。ピングーはカチンコチンに凍ってしまった。それを見たパパは、ピングーを家に返した。ママはキッチンでお湯をたくさん沸かし、湯たんぽを作りそれをピンガがピングーのベットの周りに置いた。ピングーのベットには、たくさんの湯たんぽが置かれていた。ピングーのピンクへの仕返しは、大失敗に終わってしまった。
登場キャラ：ピングー、ピンガ、パパ、ママ、おじいさん、ピンク、ピンギ

### ピングーとバドミントン
ある日ピングーはピンゴとロビがバドミントンで遊んでいるのを見た。そこで自分もやりたいと思って入れてもらおうとするが駄目と言われて断られてしまう。ピングーはつまらなくなってしまった。しかしそこへ羽根が大きな岩の上にのっかってしまう。それを見たピングーは意地でも遊びに入れてもらおうと羽根と大量の魚を交換してもらおうとした。しかしピンゴとロビはピングーの隙をついて大量の魚が入ったバスケットにザリガニを混ぜた。そしてピングーは作戦通り羽根を返し魚をもらったが、バスケットに手を突っ込んだところザリガニに手を挟まれて岩から落ち、しりもちをついてしまった。その後ピンゴとロビは岩の上に登り魚をたらふく食べた。だがピンゴとロビはピングーにかわいそうなことをしてしまったと反省する。そのお詫びとして2人はピングーに魚を上げ、バドミントンに参加させた。
登場キャラ：ピングー、ロビ、ピンゴ

### ピングーのおつかい
ママにおつかいを頼まれてパン屋さんへ行ったピングー。そこでママに頼まれたパンを買ったが、ピングーはそこで菓子パンに目が止まる。とてもおいしそうであったため、店員さんがお客さんと話をしている隙に万引きして菓子パンを食べてしまった。ピングーはすれ違う人達に万引きしたことがばれないように菓子パンを隠すが、家に帰ってきたときにママに頼まれたものだけを渡したが、ピングーのおかしい様子に気付いたママはピングーを問い詰めた。結局菓子パンを万引きしたことがバレてママに叱られてしまう。ママとピングーはパン屋さんへ謝りに行った。工場の中から出てきた店長さんは万引きしたことを後悔してしょげるピングーを見て工場の煙突の掃除をお願いした。ピングーは屋根の上に登り、かまどからひもを出そうとしたが、店長さんが後ろへ倒れてしまったはずみでピングーは煙突の中に落っこちてしまう。ピングーと店長さんは黒焦げになってしまったが、笑いあった。店長さんは手伝ってくれたご褒美としてピングーが万引きしてしまったものと同じ菓子パンをあげた。家に帰ってきた後、ピングーは体を洗っていたが、その間にピングーがもらった菓子パンをピンガが食べてしまった。せっかくもらった菓子パンを食べられてしまったピンガにピングーは憤慨していた。
登場キャラ：ピングー、ピンガ、ママ、お客さん、店員さん、店長さん

## Series4
- 第1話 ピングーのかくれんぼ
- 第2話 ピングーはなまけもの
- 第3話 ピングーの山のぼり
- 第4話 ピングーの大漁の日
- 第5話 ピングーのサイクリング
- 第6話 ピングーの雪かき
- 第7話 ピングーの休日
- 第8話 ピングーのアーチェリー
- 第9話 ピングーと磁石
- 第10話 ピングーと親切なおじさん
- 第11話 ピングーの夢の国
- 第12話 ピングーのあぶないいたずら
- 第13話 ピングーはパイロット
- 第14話 ピングーの兄妹げんか
- 第15話 ピングーのおねだり
- 第16話 ピングーのバースデープレゼント
- 第17話 ピングーのお片づけ
- 第18話 ピングーとタワー
- 第19話 ピングーは王様
- 第20話 ピングーのパン作り
- 第21話 おじいさんのケガ
- 第22話 ピングーの最悪な一日
- 第23話 ピングーの缶当てゲーム
- 第24話  ピングーの優勝カップ

### ピングーのかくれんぼ
ピンガ、ピンク、ロビの3人はかくれんぼをして遊んでいた。それを見たピングーは自分も入れてもらうことにした。ピングーがオニをやることになってピンガ達は隠れるが、実はピングーはその最中に数えているふりをしてピンガ達の隠れる様子をばれないようにこっそりと見ていたのであった。
登場キャラ：ピングー、ピンガ、ロビ、ピンク

### ピングーはなまけもの
ママは洗濯、電話、料理と大忙しだった。そこへすぐにピンガがママの手伝いをし始めた。ママはピングーを呼んだのだが、ピングーはそれに応じようとしなかった。やがてパパが帰ってきてママはピングーが手伝いをしないことを話した。それはいけないと思ったパパはピングーのいる部屋のドアをノックし呼び出すがピングーは部屋に鍵をかけていたのだ。そこでパパとママとピンガはピングーを相手にしないことにした。ピングーがやっと部屋から出てくると、洗濯機から一枚洗濯物が残っていることに気付きママたちのところへ持っていくが3人は聞く耳持たずだった。ピングーはさびしくなってしまった。しかしその時物干しざおが外れてしまった。ピングーは慌てて物干しざおを持った。さすがの3人もこれには無視できなかったのでパパは急いで物干しざおを直した。これをきっかけに家族のわだかまりは解けたのだった。
登場キャラ：ピングー、ピンガ、パパ、ママ

### ピングーのアーチェリー
弓矢のおもちゃを見つけたおじいさんから遊びに来るように誘われる。ピングーは喜んでおじいさんの家に行ってアーチェリーを教えてもらうがなかなかうまくいかない。おじいさんが家の中へ入るとピングーは悪戯で家の中に弓矢を撃ったり、ガラスを割る等の行為をする。そのことで激怒したおじいさんはすぐにママに報告し、弓矢を持って家に帰ったピングーはママに弓矢を没収されてしまう。今度はホウキを見つけてホウキを使って牧を掃除し、ホウキを使った一発芸をしてママと盛り上がったのだった。なお、この回からあまり怒ることの無かったおじいさんが頻繁に怒ることが多くなる。
登場キャラ：ピングー、おじいさん、ママ

### ピングーの夢の国
ピングーとピンガは家の中でかくれんぼをして遊んでいた。ピンガがオニなのでピングーはその間におもちゃ箱の中へ隠れた。ピンガは数えた後ピングーを探していたのだが、どこにもいなかった。その間にピングーはおもちゃ箱の中で昼寝を始めた。しかしその時家の中でおもちゃ箱や鍋のふたが動いたり、皿が割れるかと思いきや2枚に増えたりしていたのだ。さらには電話機が花へと変わったりピングーのお気に入りの絵本や鍋や木材がダンスを始めたりおもちゃの飛行機が突然飛んだりした。ピングーが外に出ると外にも変化が生じていた。雪だるまが喋ったり花が大きくなって木になって実がなったりしていた。次にピングーが紫色の池の水を飲むと魚が浮き出てきてピングーはそれを吸い込むように食べた。さらにその先へと進むと大きなキャンディーがたくさんあった。ピングーがそのキャンディーをなめると一瞬にして消えてしまった。ピングーはやっと夢から覚めた。ピングーはピンガからキャンディーをもらったが、ピングーの頭の中にはまださっきまでの夢の感覚が残っていた。
登場キャラ：ピングー、ピンガ、ママ

### ピングーのあぶないいたずら
ピングーはおじさんの家のドアベルに雪を投げつけるといういたずらをした。一方おじいさんはソリを持って探し物を探しに出かけて行った。それを見たピングーはこっそりとついていった。やがておじいさんが目的地に着くとピングーは目を盗んでソリに乗っかっている箱を横倒しにしその間にピングーは隠れた。箱が横倒しになって樽の破片が出ているのを見たおじいさんは誰の仕業だろうと疑問に思っていたがピングーの仕業とは思っていなかった。そしてピングーは山に登り、大きな岩を落とそうとした。その頃おじいさんはそこでパンを食べていたが、岩が落ちてきておじいさんは危うく下敷きにされるところだった。おじいさんは助かったものの、パンはぺちゃんこになっていた。普段ピングーに対してあまり怒らないおじいさんもこれには憤慨したため、ピングーを厳しく叱った。ピングーは泣きながら反省したため、おじいさんは「わかればいいんだよ」とピングーを許した。ピングーは横倒しにした箱を元に戻した後、もう二度と今日のような危険ないたずらをしないと誓い、おじいさんと共に帰っていった。
登場キャラ：ピングー、おじいさん

### ピングーはパイロット
ピングーが絵本を読んでいるところ、飛行機の絵を見ていた。外でもちょうど飛行機が空を飛んでいた。それを見たピングーはおもちゃの飛行機を飛ばすのだが、家の壁にぶつかりママが作っていた料理を台無しにしてしまった。失敗してしまったピングーは代わりにソリと木材で飛行機を模した乗り物を作った。そこへパパが帰ってきた。その乗り物を見たパパは物置から帆を持ち出しくっつけた。そして風がやってきて2人は風に乗ってぐるぐると回って遊んだのだった。
登場キャラ：ピングー、ピンガ、パパ、ママ

### ピングーとタワー
ピングー、ピンガ、ロビの三人は本にタワーの写真が載っているのを見ていた。そこで三人は雪レンガを使ってタワーを作り始めた。そのときピンクがやってきてロビはタワーを作っていることを説明した。それを聞いたピンクはあざ笑ったため、怒ったピングーはピンクに向かって雪を投げつけて追い払った。タワー作りを再開すると今度はカモメが邪魔をしてきたため、ロビがカモメに魚を与えてタワーから離した。そのあともタワー作りを続けていたが、雪レンガがもうなかった。ピンガは代わりとして使った雪レンガを抜いて使おうとしたため、タワーが傾いてしまう。ロビが急いで元に戻すのだが、雪レンガはどんどん崩れていき、とうとう壊れてしまった。しかし、タワーの倒壊に巻き込まれたピングーは怪我もなく無事だった。
登場キャラ：ピングー、ピンガ、ロビ、ピンク、カモメ

### ピングーのパン作り
散歩の途中ピングーはパン屋のケーキを見てパンを作りたくなる。パン屋に作り方を教えてもらい帰宅したピングーはパンを作ってみるが、小麦粉やイースト菌などの量がいいかげんだったためオーブンが爆発しそうになる。パパとママが帰ってくると、キノコのようなパンができていた。
登場キャラ：ピングー、ピンガ、パパ、ママ

### おじいさんのケガ
ある日、ピングーの家におじいさんから電話がかかってきた。なんとおじいさんが足を怪我してしまった。一家は今すぐに出かけようとしたが身支度ができておらず待てないピングーは先におじいさんの家へと向かった。おじいさんの家に着いたとき、ピングーは壊れた竹馬と布を使って応急処置をした。おじいさんが病院へ運ばれたときのピングーは悲しくて今にも泣きそうだった。しかしすぐにおじいさんは車いすに乗りながら出てきたと同時に、ピングーにさっきの竹馬をあげた。
登場キャラ：ピングー、ピンガ、パパ、ママ、おじいさん

## Series5
このシリーズから制作社がヒット・エンターテインメントに移行。
- 第1話 ピングーのバレンタインデー
- 第2話 ピンガの夢ぼうけん
- 第3話 ピングーとトランポリン
- 第4話 ピンガのたいせつなもの
- 第5話 ピングーと風
- 第6話 ピングー空をとぶ
- 第7話 ピングーのトンネル遊び
- 第8話 ピングーとテーブル
- 第9話 ピングーはスノーボーダー
- 第10話 ピングーの月旅行
- 第11話 ピングーのキャンプ
- 第12話 ピンガのしゃっくり
- 第13話 ピングーとパパのつり合戦
- 第14話 ピングーの氷のコンテスト
- 第15話 ピンガの風船
- 第16話 ピングーの音楽隊
- 第17話 ママの編み機
- 第18話 ピングーのかげ絵
- 第19話 ピングーのおにごっこ
- 第20話 ピングーのシール遊び
- 第21話 ピングーと壊れたドアベル
- 第22話 ピングーの曲芸
- 第23話 迷いこんだ洞くつ
- 第24話 ピングーとパンケーキ
- 第25話 おさわがせピングー
- 第26話 ピンゴの災難

### ピングーのバレンタインデー
ある日ピンギはピングーにバレンタインデーの手紙を届けに行く。ピングーはおかえしの手紙を書こうとする。封筒に封をするため糊を出そうとするも、一気に噴き出してしまう。手で糊を塗ろうとするも手に紙がくっついてしまう。もう一回付け直すもが手に完成品がくっついてしまい、ピンガになめられてしまう。その次はママの読んでいる新聞にくっついてしまう。そのあとまた手にくっつき、くしゃくしゃになり、ピングーはいじけてしまう。さらには尻にもくっついてしまった。そしてピンガもお手本を作りピングーに見せた。そしてピングーは「それだ！」と言い、もう一回ハートのバレンタインカードを作ろうと思った。そしてピングーはハート型のつながり手紙を作り、ピンギの家まで行きピンギとキスをし、手紙を渡した。そしてまたキスをした。
登場キャラ：ピングー、ピンガ、パパ、ママ、ピンギ

### ピンガのたいせつなもの
ピングーとピンガはそれぞれのお気に入りのぬいぐるみで遊んでいた。しかしピングーがピンガのうさぎのぬいぐるみを奪うという意地悪をしはじめた。それに怒ったピンガが仕返しをしたためピングーはうさぎのぬいぐるみを窓側のところへ投げてしまったため、それを見たママとパパはピンガにぬいぐるみを返すよう命じた。しかし飛行機のおもちゃにつまづいてしまい外から持っていこうとしたがピングーがぬいぐるみをのせたそりを動かしてしまい大変なことになってしまう。
登場キャラ：ピングー、ピンガ、パパ、ママ、ロビ

### ピングーのトンネル遊び
雪の後の朝、パパは車についた雪をスコップではらっていた。終わった後パパは仕事に出かけたが、ピングーはスコップを使って家の前に穴を掘った。しかし直後にママが洗濯物を干そうと外に出た。ピングーは渡っちゃ駄目と注意を払ったが、ママは気づかず穴にはまってしまった。まずいと思ったピングーは逃げ出した。その後ピングーはロビに会いスコップでトンネルを掘り始めた。だが、魚屋さんがトンネルの中に沈んでしまったのだ。それに気づかないピングーとロビはどんどんトンネルを掘り続けた。一方、パパが仕事を終えて帰ってきた後、ピングー以外の3人はピクニックへ出かけた。そして食事をとろうとした途端、食べ物やレジャーシートが地面の中に沈んでしまった。パパとママはびっくりしていたが、ピングーとロビが顔を出した時には魚屋さんも出てきた。ピングーとロビは恥ずかしかった。魚屋さんは罰として屋台の片づけをさせた。そしてピングーは帰宅後、家族で仲良く食事をとった。
登場キャラ：ピングー、ピンガ、パパ、ママ

### ピングーの月旅行
ある日の夜、ピングーとおじいさんは満月を眺めていた。ピングーはおじいさんにどうやったら月に行けるのか質問をした。そこでおじいさんは岩に月とロケットの絵を描いて表した。ロケットを作ってみたいと思ったピングーは物置からいろいろな材料をあつめてピンガと一緒にロケットを作った。ロケットが出来上がった後ピングーはヘルメットを、ピンガはおまるをかぶった。ロケットの中で遊んでいると、突然大きな振動が来た。窓からはエイリアンに扮したおじいさんがいたのだ。ピングーとピンガが怖がっているのを笑ったおじいさんに仕返しをするため2人はロケットから抜け出しおじいさんを脅かした。その後、ピングーとピンガとおじいさんはロケットのところから少し離れてピングーが自分の似顔絵が描かれた旗を置いた。それからおじいさんとピングーはロケットのところへと戻っていたがピンガだけ岩につまづき転んでしまったのだった。
登場キャラ：ピングー、ピンガ、おじいさん

### ピングーのキャンプ
ピングーとピンガは、干していたシーツでテントを作りキャンプごっこをする。そして夜に魚などを持ち寄りキャンプごっこ開始。ピングーは嫌いだったウサギのぬいぐるみを捨てるが、そこに恐ろしい怪物が現れた。テントを出てみるとロビが魚をつまみ食いしていた。そしてピングーとピンガはロビと仲良く魚を食べた。
登場キャラ：ピングー、ピンガ、パパ、ママ、ロビ

### ピンガの風船
ピンガは風船を膨らまそうとしたがうまくできなかった。それを見たピングーとパパ代わりに風船を膨らませようとするが、やはり一筋縄ではいかなかった。一方ピングーは物置からポンプを出した。家の中ではパパがやっと風船が少しだけ膨らむのだが、力尽きてしまった。ピンガは泣き出してしまったが、その直後にピングーがポンプを持ってきたため膨らませることに成功するのだが大きく膨らませてしまったため風船が吹っ飛んでしまった。ママが帰ってきたと同時にピンガは風船に吹き飛ばされ、雪のかたまりにぶつかってしまった。ピングーとパパが急いでピンガを助けるが風船はしぼんだ状態に戻ってしまっていた。パパが思いっきり息を入れて風船がどんどん大きくなっていくのだが腕に絡みついてしまいピングーが思いっきり引っ張って風船を引き離したが、またまたしぼんでしまった。もうパパの手には負えなくなってしまった。そこでピングーはママがさっきまで使っていた大きなポンプに目を付けた。そして家族みんなで風船を膨らませピンガを笑顔にさせた。
登場キャラ：ピングー、ピンガ、パパ、ママ

### ピングーのシール遊び
ピングーが朝ごはんをたべていたとき、ドーナツの箱の中から魚の形をしたシールが出てきた。ピンガも欲しいと思い箱の中を見たところもう一枚入っていたのだ。やがてピングーとピンガは争いになり家じゅうのあちこちにシールを貼った。外へ出ても争いは続きママやおじいさん、果てには勤務中のパパのお腹にまでシールを貼った。その後、公園で遊んでいるうちに2人は仲直りした。
登場キャラ：ピングー、ピンガ、パパ、ママ、おじいさん、ピンゴ

### 迷いこんだ洞くつ
ある朝、ピンガは風邪をひいていた。ママが熱を測ってみると熱もあった。しかしミルクがもう無かったためママはピングーにミルクを買ってくるようお遣いを頼んだ。ピングーはマフラーを首に巻いて出かけ、ミルクを買ったがその帰りにピングーが頭にミルクをのせ曲芸をしながら歩いていたため転んでしまい、ミルクが洞窟の中へ入ってしまった。手を入れてみてももう少しの距離で届かなかったのでピングーは体を丸くして洞窟に入った。その直後にミルクを取り返すことはできたが洞窟の中なのでピングーは道に迷い込んでしまう。だが、ピングーはマフラーの糸がほつれほどけていたことに気付いたのだ。そしてピングーは腕に糸を巻きながらさっきまでの道を折り返し洞窟を抜け出した。無事ピングーは家に帰ってきたがマフラーはほどけていたためパパが縫い直すことにした。
登場キャラ：ピングー、ピンガ、パパ、ママ

### おさわがせピングー
昼食の時間、今日のおかずはピングーの苦手な魚のスープだった。ピングーはママがいない間にスープを自分のリュックサックに入れた。外へ遊びに行ったピングーはロビに会った。ロビにスープを食べさせようとしたがロビは食べたくなかった。そうしてる間に2人は喧嘩になりピングーの体は汚れてしまった。仕方なく帰ろうとしたピングーだが、おじいさんが誤ってピングーに泥をかけてしまったりゴミ箱につまづいたりとピングーはついていなかった。帰る最中にピングーの汚い様を見たペンギンたちは気味が悪くなってしまった。やっと家に帰ってきたピングーは浴槽につかり体を洗い流した。そして夕食の時間はまたしても魚のスープが出てきたがママは特別にピングーのおかずを大きな魚に替えたのだった。
登場キャラ：ピングー、ピンガ、パパ、ママ、ロビ、おじいさん、ピンゴ

## Series6
- 第1話 ピングーとホース
- 第2話 ピングーは陶芸家！？
- 第3話 ママのぼうし
- 第4話 ピングーとごみ
- 第5話 ピングーのソリ教室
- 第6話 かわいそうなピングー
- 第7話 ピンガのびっくり箱
- 第8話 ピンゴのバースデー
- 第9話 ピングーの工作
- 第10話 食べすぎたピングー
- 第11話 ピングーと雪上車
- 第12話 ピングーとおもちゃやさん
- 第13話 ピングーは飼育係
- 第14話 ママとビューティーサロン
- 第15話 ピングーのグルグルいたずら
- 第16話 ピングーと魔法のふえ
- 第17話 やきもちやきのピングー
- 第18話 ピングーの大ものねらい
- 第19話 おじいさんのサスペンダー
- 第20話 ピングーの新聞配達
- 第21話 ピングーのお絵かき？
- 第22話 ピングーの新しいスクーター
- 第23話 ピングーの高飛び込み
- 第24話 ピングーと雪男？！
- 第25話 ピングーのうきうきダンス
- 第26話 ピングーとおもちゃの飛行機

### ピングーのソリ教室
ピングー、ピンゴ、ピンク、ポンギはソリに乗ってレースをしていた。最初は仲良く競っていたのだが、やがてスピードを上げて爆走し始めた。おばあさんをびっくりさせおじさんの帽子と新聞まで吹き飛ばし、挙句の果てにはピンギを雪まみれにさせた。しかし、4人は魚屋さんの屋台にぶつかり魚を散らかし風船屋さんの風船まで飛ばしてしまった。それを聞いたパパとママはかんかんに怒っていた。
登場キャラ：ピングー、パパ、ママ、ピンゴ、ピンク、ピンギ、ポンギ、ソリ教室の先生

### 食べすぎたピングー
おやつの時間、今日のおやつはピングーが大好きなクッキーだった。ピンガと分け合って食べたのだが、物足りないピングーは外に出て誰も見つからないように全部食べた。その後ピングーはおじいさんの家に行きそこでもさっきのクッキーを食べた。おじいさんはピングーのためにクッキーを箱ごと持ってきて食べさせたが、「食べすぎはいけない」とピングーに言った。たくさん食べて満足したピングーだが、そのときピングーの体に異変が起こってしまった。
登場キャラ：ピングー、ピンガ、パパ、ママ、ピンク、おじいさん、医者

### ピングーと雪上車
ピングーは雪上車に乗って遊ぶがパパに叱られる。しかしピングーは運転をしてみたいと思い試しにちょっとだけ体験してみるがピングーがハンドルの操作を誤ったせいで雪上車が暴走してしまう。ピングーは急いで止めようとするがハンドルを壊してしまった。その後も暴走は続き･･･。
登場キャラ：ピングー、パパ

### ピングーとおもちゃやさん
ピングーとママはサボテン屋さんへやってきた。ピングーが後ろを見たところ、おもちゃ屋さんがありピングーは迷わずそこへ立ち寄った。ピングーはママにボールをおねだりしたが断られてしまう。その後も他のおもちゃをねだってもらおうとしたが全部だめだった。それどころかママのひんしゅくを買っていた。そこでピングーはロケットのおもちゃに目を付けて取ろうとするが届かなかったのでホッピングを使って取ろうとしたところ店の中が荒れてしまった。おもちゃ屋さんの店主は仰天してしまった。ピングーはサボテン屋さんのサボテンまでなぎ倒してしまった。
登場キャラ：ピングー、ママ

### ママとビューティーサロン
ママが買い物をしていたところ反対側からパパが通り、雪が飛びママは雪まみれになってしまった。そのとき後ろにビューティーサロンがあったのでママはそこへピングーとピンガも一緒に立ち寄ることにした。ピングーとピンガは客席に座ったがピングーは石鹸を飛ばしたり椅子を回転させるがママにおもちゃじゃないと注意される。しかし退屈なピングーは店の中にあるものでいたずらをし始めてしまった。ママが何度も叱るがピングーは知らんふりをしていた。そしてピングーはママをびっくりさせた挙句カートに乗り店の中を荒らしてしまった。もちろんママと店員さんに叱られてしまったためその罰として店の中の片づけを命じられた。片づけが終わった後3人は帰ろうとしていたがまたパパが通りピングーに雪が飛んでしまったためママは再度ビューティーサロンに入りピングーの治療をさせたが、ピングーは不機嫌だった。
登場キャラ：ピングー、ピンガ、パパ、ママ、店員さん

### ピングーの大ものねらい
ピングーは魚釣りに行く途中でピンゴと出会い、魚釣り対決をする。2つの池に分かれて釣りを始めるが、ピングーの池からはシルクハットやベビーカーなどゴミしか釣れない。ピングーは「こっちの池はゴミが多くて魚がつれないんだな」と思いピンゴの池を交代、それでもピングーはゴミばかりでピンゴは大漁だった。そこにゴミを回収してくれるペンギンがやって来て、ピングーはゴミと大物の魚を交換することが出来た。
登場キャラ：ピングー、パパ、ママ、ピンゴ

### ピングーの新聞配達
ピングーは新聞配達のアルバイト募集中の紙を見てやってみたいと思うようになる。さっそくピングーとパパは新聞屋へ行き新聞をあつめて配達に出掛けた。しかしなかなか難しくてピングーの思うようにはいかない。公園で遊んでいるピンギ達と会話をしていたところ、パパがやって来て時間が押してきていることをピングーに知らせた。ピングーはそこであちこちに新聞を投げつけて配達するというとんでもないことをしていた。その悪ふざけは、おじいさんまで巻き込ませた。そして残りの新聞をバケツに入れピンギ達と遊ぼうとしたが、公園には誰もいなかった。仕方なく家に帰ることにしたピングーだが、家の前にはピングーの被害に遭った人たちがパパに抗議していた。ピングーが近くにいたことに気付いたパパはピングーを呼びだした。ピングーは知らんふりをしていたが、結局全部ばれてパパに叱られたピングーはママも一緒に新聞の始末をし自分の行動を反省し、ピングーはパパと一緒に新聞配達をまた一からやり直していった。
登場キャラ：ピングー、ピンガ、パパ、ママ、おじいさん、ピンゴ、ピンク、ピンギ

### ピングーのお絵かき？
パパとママはお出かけに行ったとき、ピングーは絵具でお絵かきをしていた。普通に魚の絵を描いていたところまではよかったのだが、絵具がテーブルに垂れたことをきっかけにピングーはペンキを使ってテーブルや椅子をオレンジ色に塗り染めた。しかし、自分の足にも絵具がついてしまったことに嫌悪を感じ家を出るがソリに乗ってしまいペンキが家の屋根や銅像にかかってしまった。最初はどうしようと思ったピングーだが、逆にだんだん楽しくなってきてピングーは建物のあちこちに落書きをした。しかしそれを見た他のペンギンたちはショックを受けていた。やがてみんなが集まり大騒ぎになってしまった。犯人であるピングーは樽の中に隠れたが、すぐに見つかってしまった。
登場キャラ：ピングー、パパ、ママ、ピンゴ、ピンク

### ピングーの高飛び込み
ピングーとピンガとパパはプールへやってきた。ピングーは高飛び込みをしているペンギンを見て自分もやってみたいと思うようになる。しかしパパは「子供には危ないから無理」と言った。しかしどうしても高飛び込みをしたいピングー。後からプールへやってきたピンゴとピンクとピンギは少し低いところから飛び込んだ。ピングーはあの3人よりもっと高く飛び込もうと一番高い位置まで登ったが、さすがに高すぎて絶叫してしまった。やがて雪が崩れ始めピングーは落ちそうになる。それを見たパパは止めるよう言った。その途端岩からピングーの手が離れて急降下していき真っ逆さまにプールの中へと落っこちてしまった。勿論パパに厳しく叱られてしまい、ピングーはあんなことをするべきではなかったと後悔し今にも泣きそうだった。そこでパパは低いところから飛び込んでいいと高飛び込みを許可した。
登場キャラ：ピングー、ピンガ、パパ、ピンゴ、ピンク、ピンギ

### ピングーとおもちゃの飛行機
ピングーはおもちゃの車を学校の授業で使うため持って行った。しかし、後からやってきたポンギの飛行機のおもちゃを見て羨ましくなる。その後ピングーは先生の目を盗んで飛行機を飛ばしたが、大変なことになってしまう！
登場キャラ：ピングー、パパ、ピンゴ、ピンク、ピンギ、ポンギ、先生